# La Magdalena (Pittoni)
Magdalena penitente o Maddalena penitente es un cuadro pintado al óleo sobre lienzo por Giambattista Pittoni. Con unas medidas de 49 x 58 cm, se conserva en la Galería de la Academia de Venecia.

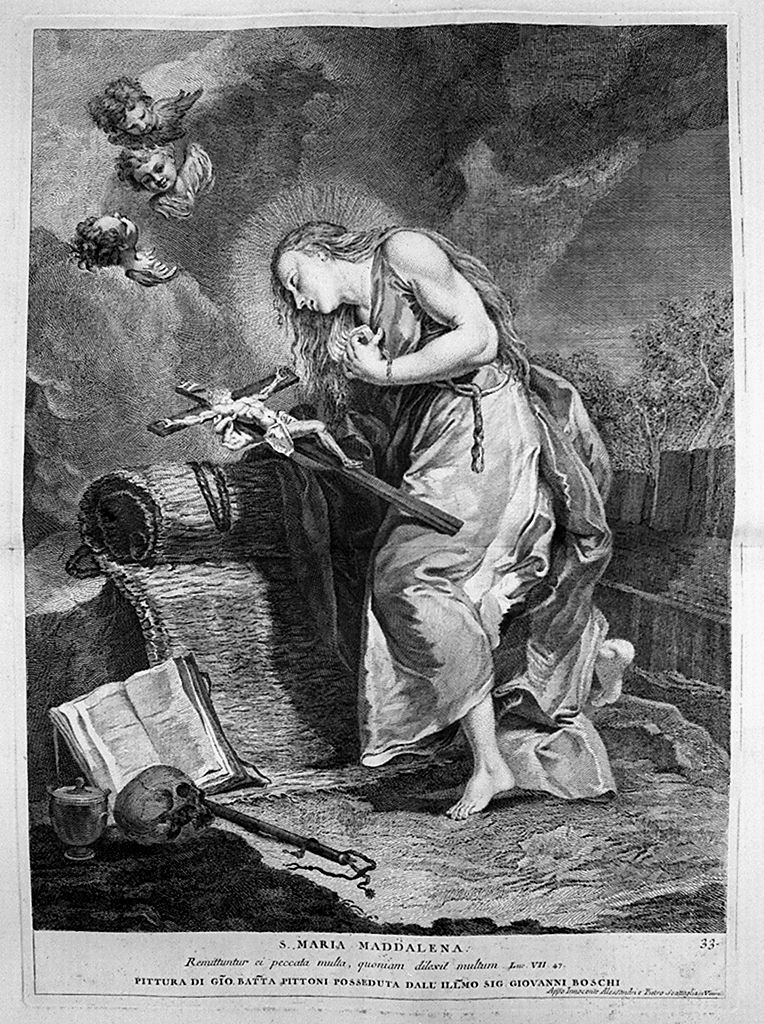
S. María Magdalena, gabado de Pietro Monaco por pintura de Giambattista Pittoni.

El óleo se encuentra documentado por primera vez en 1739, cuando se encontraba en poder de un tal Giovanni Boschi, gracias a un grabado de reproducción a buril de Pietro Monaco, que apareció publicado ese año dentro de la colección titulada Raccolta di cinquantacinque storie sacrede, ampliada luego a ciento doce estampas publicadas en 1763, con las que Monaco se proponía dar a conocer las obras de los grandes artistas contemporáneos junto a las producciones de los maestros antiguos.
Tras pasar por las colecciones de Giovanni Maria Sasso y del pintor Giovanni Zennaro, fue adquirida en 1903 por Wilhelm Bode, director del Kaiser Friedrich Museum de Berlín, que la donó a la academia veneciana.
Como sucede en el caso de otras pinturas de Pittoni, este óleo de reducidas dimensiones más que un boceto para el cuadro de altar del mismo asunto pintado a mediados de la década de 1730 para la iglesia de la Magdalena, iglesia de los capuchinos de Parma (Galería Nacional de Parma), es un modelo de presentación acabado, con posibilidades de ser vendido independientemente e incorporado a una colección privada.
La obra representa a María Magdalena penitente y adorando el crucifijo en sus últimos años de vida, según la leyenda de la santa narrada por Santiago de la Vorágine:

María Magdalena, deseosa de entregarse plenamente a la contemplación de las cosas divinas, se retiró a un desierto austerísimo, se alojó en una celda previamente preparada para ella por los ángeles y en dicha celda vivió durante treinta años totalmente apartada del mundo y aislada del resto de la gente.